# Nanshū-ji

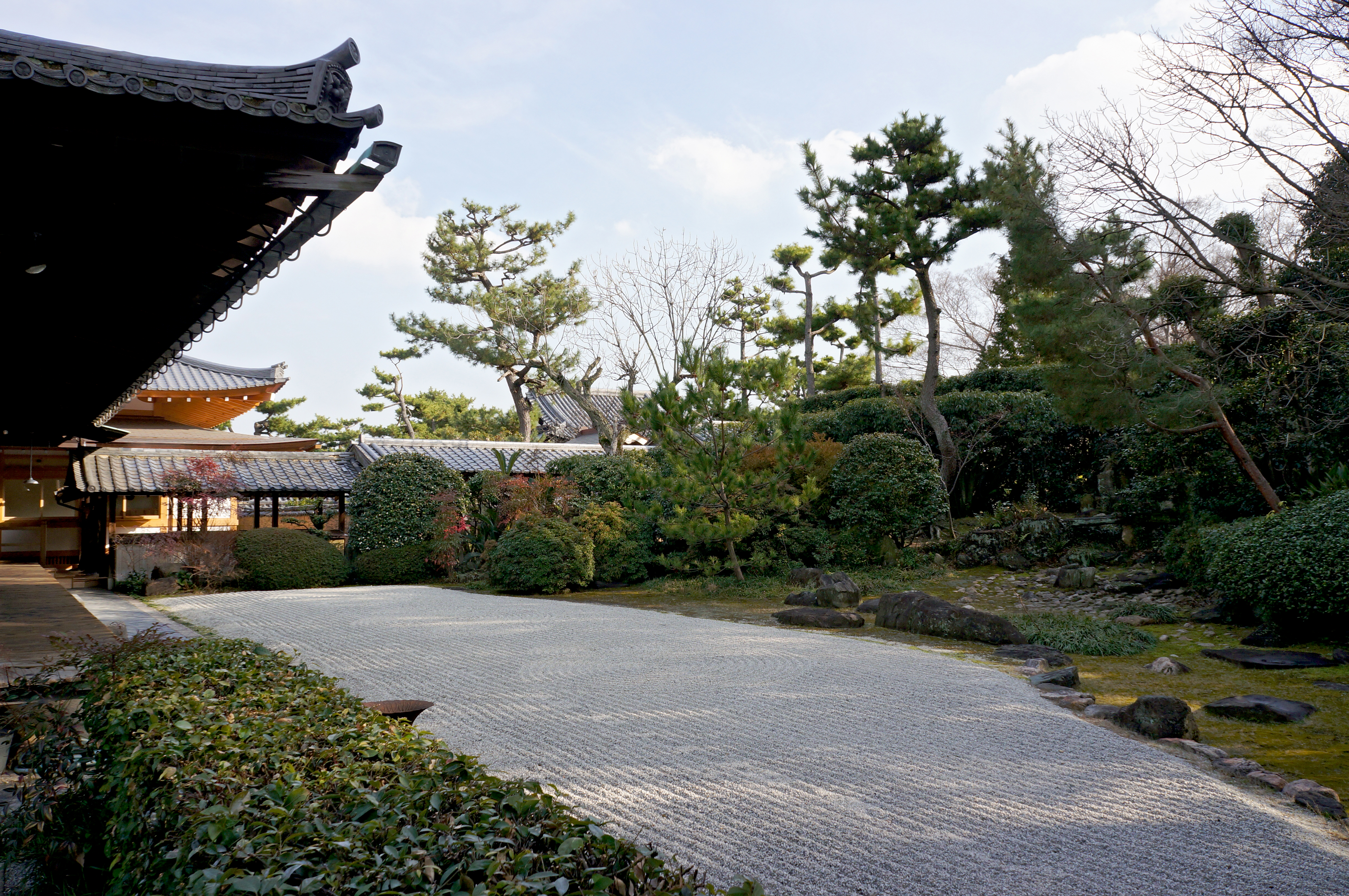
Jardin du Nanshū-ji

Le Nanshū-ji (南宗寺) est un temple bouddhiste situé dans l'arrondissement Sakai-ku de la ville de Sakai, dans la préfecture d'Osaka, au Japon. Il appartient à la branche Daitoku-ji du courant Rinzai du zen japonais. Sa divinité principale est Shaka Sanzon. Son jardin, dessiné par Furuta Shigenari en 1619, est classé comme monument national. Ce temple est le bodaiji du clan Miyoshi, ainsi que celui de nombreuses écoles de cérémonie du thé.

## Histoire
Le temple a été fondé en août 1526 sous le nom de Nanshū-an (南宗庵), et était un petit ermitage zen. En 1557, Miyoshi Nagayoshi, châtelain du château d'Iimoriyama dans la province de Kawachi, devient le chef de guerre le plus puissant de la région. Il agrandit l'ermitage en temple pour pouvoir prier pour son père décédé, Miyoshi Motonaga. Le temple était à l'origine situé dans une autre partie de Sakai, appelée Shukuin-chō. En 1573, le shogun Ashikaga Yoshiaki en fait un des cinq grands temples parmi les temples officiels de son shogunat. Le temple est détruit en 1574 lors de la lutte de Matsunaga Hisahide contre Oda Nobunaga. Il est reconstruit, pour être à nouveau détruit en 1615 lors de la campagne d'été d'Osaka, une des guerres entre Toyotomi Hidenaga et Tokugawa Ieyasu. Il est reconstruit une fois de plus sous le patronage du shogunat Tokugawa par le célèbre prélat Takuan Sōhō en 1619. Il est déplacé à son emplacement actuel à cette époque.
Le temple subit de nouveau une catastrophe lors du bombardement d'Osaka le 10 juillet 1945 pendant la Seconde Guerre mondiale. Le Kaisan-dō, le Hōjō, le Tōshō-gū et de nombreuses autres structures disparaissent, mais le hall principal (construit en 1654), le Sanmon (construit en 1647) et le Karamon survivent et sont maintenant désignés comme biens culturels nationaux importants (ICP),,.

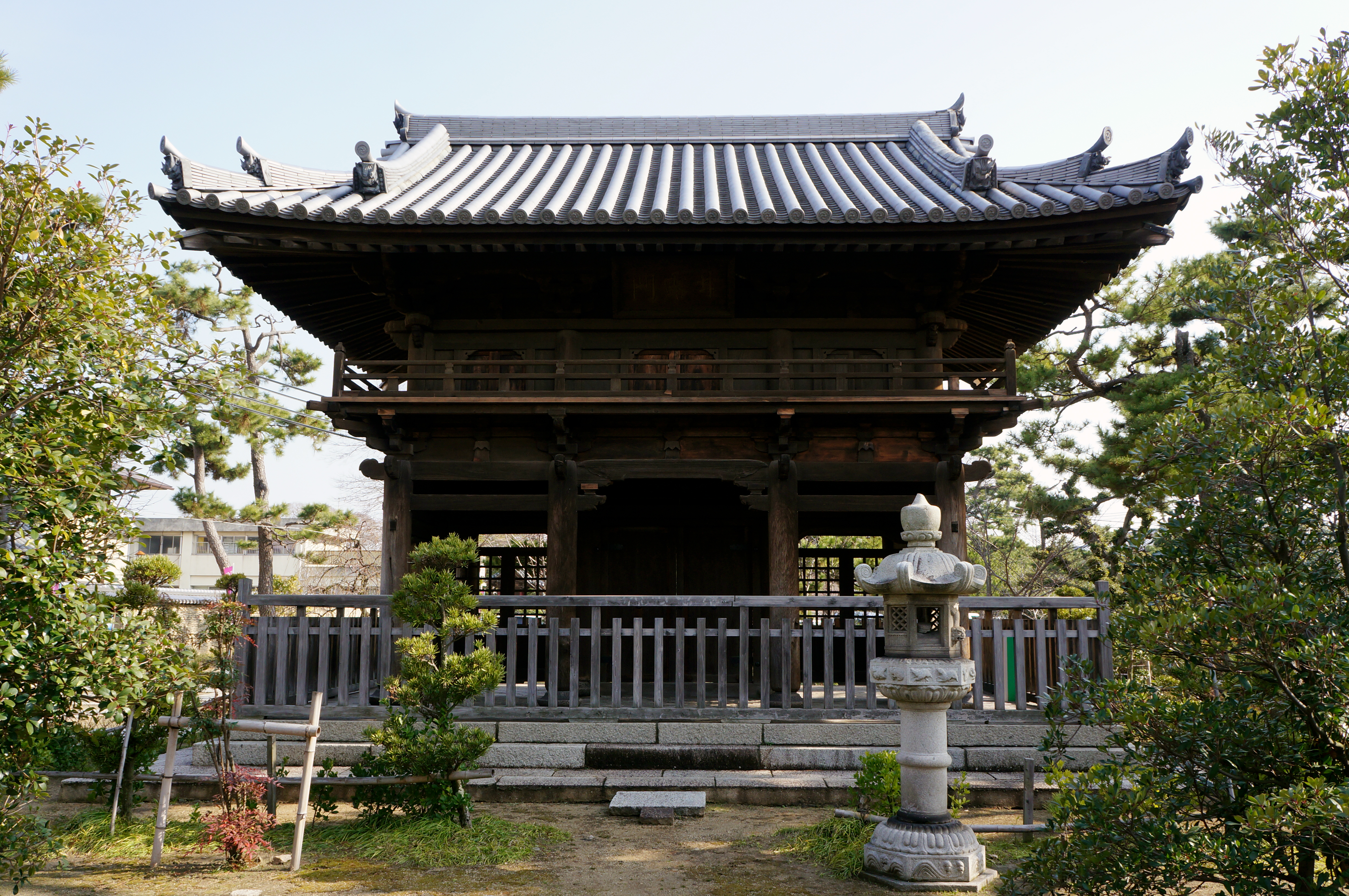
Sanmon（ICP）
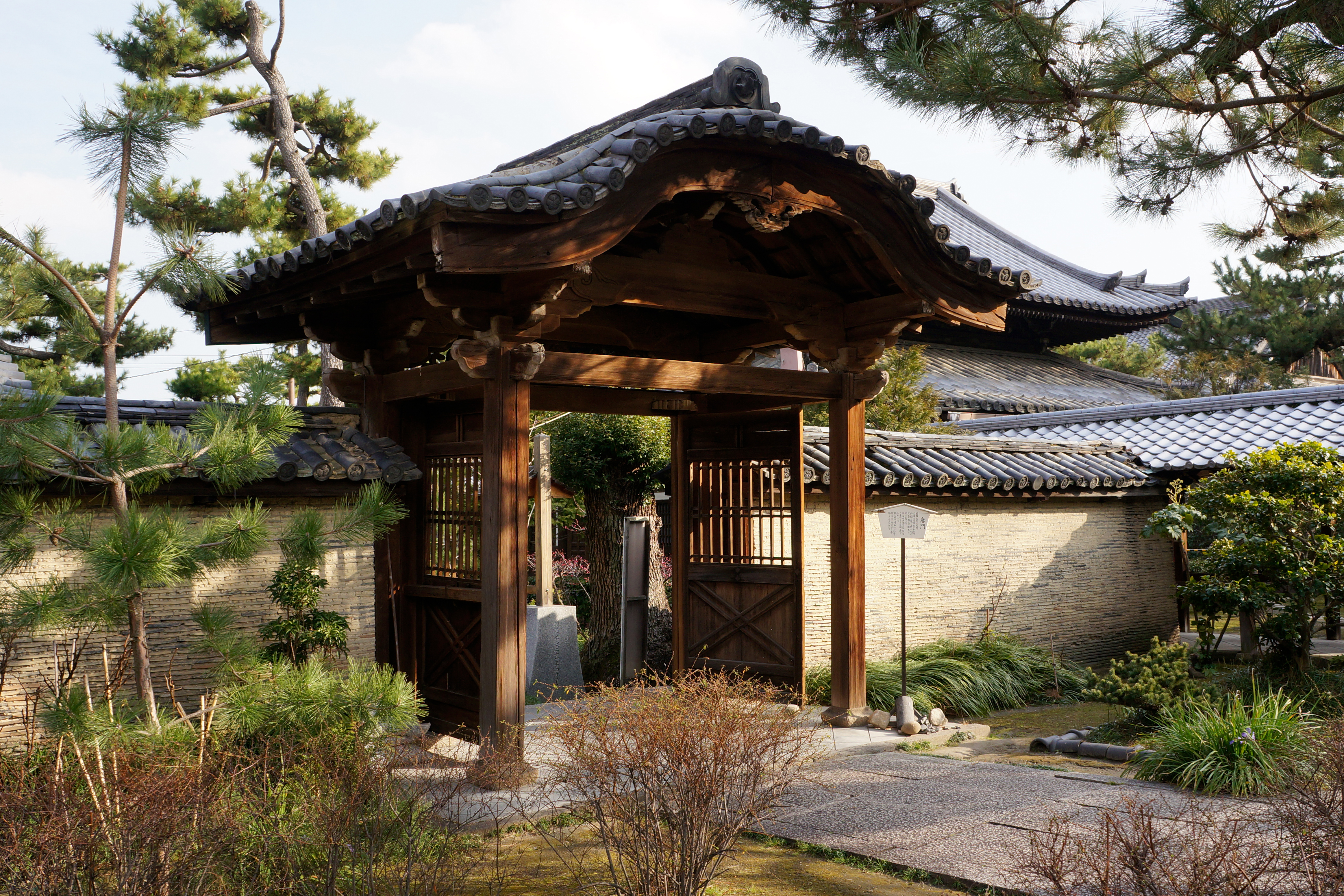
Karamon（ICP）
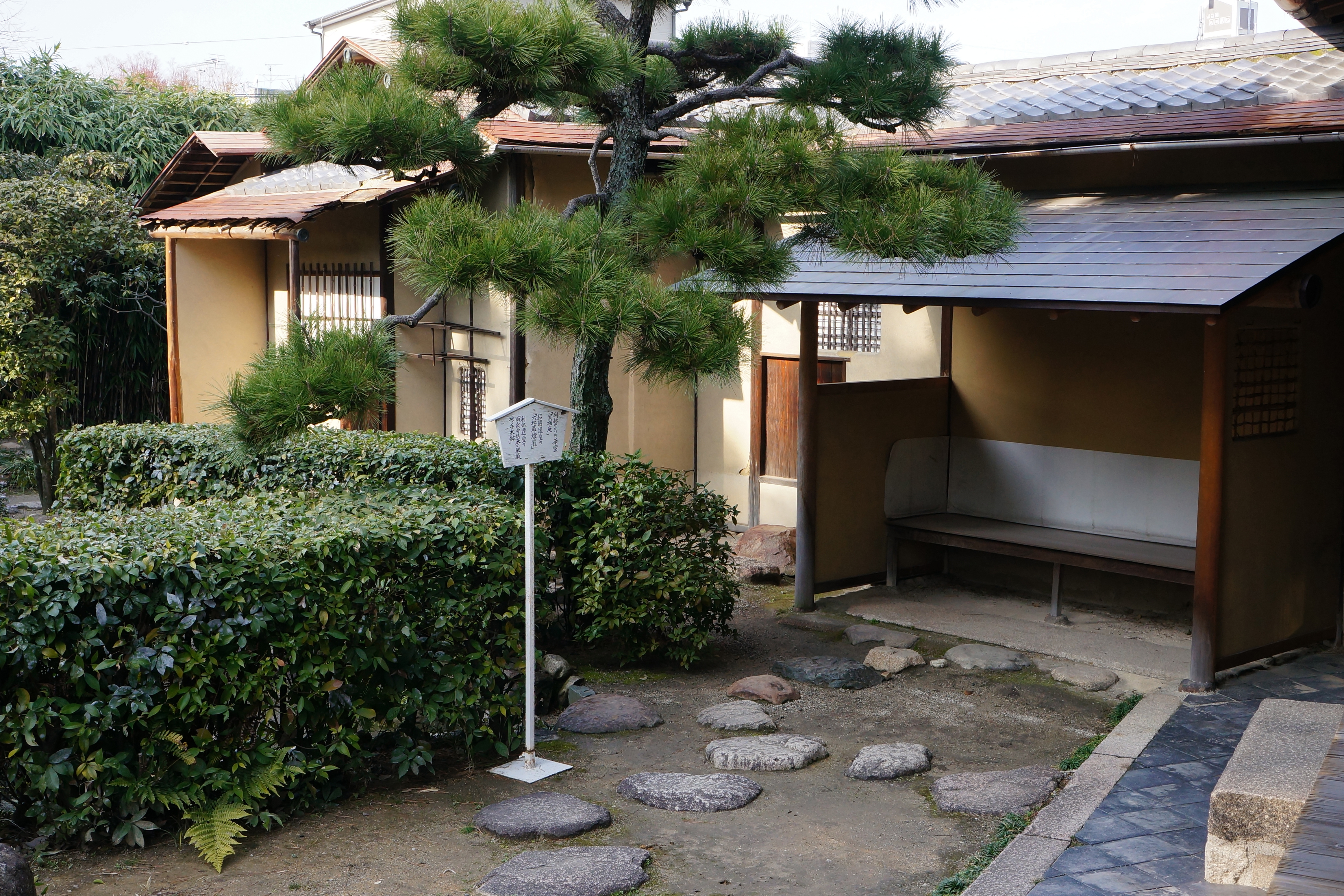
Maison de thé Jissoan

Le temple se trouve à cinq minutes à pied de la station Goryomae du tramway Hankai.

## "Vraie tombe" de Tokugawa Ieyasu
Le temple a en son sein un monument censé être la "vraie" tombe de Tokugawa Ieyasu. Selon la légende du temple, Tokugawa Ieyasu a été forcé par Sanada Yukimura de battre en retraite pendant le siège d'Osaka, et il a été blessé dans son palanquin par une lance brandie par Gotō Mototsugu, partisan de Toyotomi Hideyori et allié de Sanada, et il en est mort. Son corps a été caché par ses serviteurs sous le plancher du Kaisan-dō à Nanshū-ji et a été secrètement enterré. Cette légende a contre elle un certain nombre de problèmes historiques, notamment que le Nanshū-ji avait alors été incendié et que Gōtō Matabe a été tué au combat avant que les événements présumés ne se produisent. Cependant, la légende a une longévité considérable, et en 1967, Keijirō Miki, un maître réputé de l'école d'escrime japonaise Hokushin Ittō-ryū (et lui-même descendant du clan Mito Tokugawa), a construit un monument portant l'inscription "Tombe Tōshō-gū de Tokugawa Ieyasu" sur le site du sanctuaire Tōshō-gū, qui était autrefois situé dans le temple.

## Jardin du Nanshū-ji
Le jardin sec situé à l'extérieur de la chambre de l'abbé date, pense-t-on, de la reconstruction du temple par Takuan Sōhō. Il utilise le relief ascendant pour incorporer une cascade sèche avec un pont de pierre «en amont» et un lit de pierres blanches au premier plan pour souligner l'agencement des pierres au centre. C'est un lieu national désigné de beauté scénique.

## Cimetière
Nanshū-ji est le bodaiji du clan Miyoshi, d'éminents seigneurs de guerre de la période Sengoku. Cependant, le temple est surtout connu pour ses liens avec la cérémonie du thé. Bien que la tombe officielle de Sen no Rikyū se trouve au temple Jukōin dans l'enceinte du Daitoku-ji à Kyoto, il a une autre tombe à Nanshū-jii, car Rikyū a vécu de nombreuses années à Sakai. Les tombes des autres maîtres du thé et marchands de Sakai Takeno Jōō et Tsuda Sōgyū se trouvent également à Nanshū-ji. D'autres écoles de la cérémonie du thé, dont les Omotesenke, Urasenke et Mushakōjisenke, ont également des tombes dans ce cimetière.
La tombe d'Utagawa Yoshitaki, un artiste ukiyo-e réputé pour ses représentations d'acteurs de kabuki, est également située à Nanshū-ji.